# مایکل گریم (خواننده)
مایکل گریم (انگلیسی: Michael Grimm; ۳۰ دسامبر ۱۹۷۸) موسیقی‌دان اهل ایالات متحده آمریکا است. او از سال ۱۹۹۶ میلادی تاکنون مشغول فعالیت بوده‌است. گریم برندهٔ فصل پنجم آمریکا استعداد دارد شده‌است.